# Anton Hölzel
Anton Hölzel (1909 - 1945) era un obrer neerlandès i resistent contra l'ocupació nazi, assassinat pels nazis a la massacre de l'Escola del Bullenhuser Damm a Hamburg-Rothenburgsort el 21 d'abril 1945 durant un crim de la fase final a la fi de la Segona Guerra Mundial.
Antonie (Anton) va néixer el 7 de maig del 1909 en una família d'obrers socialdemocràtics a Deventer als Països Baixos. Va treballar de camioner, cambrer i obrer de fleca.
El 10 de setembre de 1941 va ser arrestat pel servei de securitat de la policia neerlandesa perquè va difondre, amagat al fons d'un cistell de pa, el diari comunista De Waarheid (La Veritat), una publicació prohibida per l'ocupant alemany. Va passar pel camp de transició d'Amersfoort abans d'ésser transferit al camp de Buchenwald, on va ser internat com a presoner polític amb el número 2195. Al camp li atribuïren una funció d'infermer. Junts amb Dirk Deutekom, el 6 de juny va ser transferit al Camp de Neuengamme al qual ambdós van ser destinats al departament dels malalts i des del novembre a la barraca n°11, el departament especial de SS Kurt Heissmeyer. Hi havia d'atendre els nens jueus que Heissmeyer utilitzava per als seus experiments pseudo-mèdics. Va tenir contactes clandestins amb un altre presoner i resistent neerlandès, Jan van Bork, que va sobreviure. Aquest es va aprofitar de la situació caòtica de les darreres setmanes al camp de Neuengamme per enterrar uns documents sobre els experiments amb els nens que Hölzel li va indicar poc abans de ser deportat al Bullenhuser Damm. Aquests documents després de la guerra van contribuir a identificar unes de les víctimes.
En un intent d'amagar totes les proves pertorbadores dels seus crims atroços, sota el pretext de ser transferits a Theresienstadt els nazis van transportar Anton i els altres a l'escola abandonada de l'Bullenhuser Damm on tots van ser matats al soterrani durant la nit del 21 al 22 d'abril de 1945.
La seva vídua va assistir el 1979 a unes de les primeres commemoracions oficials al lloc del crim.

## Reconeixement
- A Osdorp (Amsterdam) el carrer Anton Hölzelsingel[6] i un monument col·lectiu al quarter nou Middelvelsche Polder[7] li va ser dedicat el 1988.[8]
- El 1960 la Tweede Kamer neerlandesa va crear a l'entrada del Binnenhof, la seu del parlament, la llista d'honor dels caiguts 1940-1945, a la qual Hölzel va ser reprès.[9]
- L'escriptor neerlandès Koos van Zomeren li va dedicar una narració històrica Anton Hölzel, víctima. (1986)[10]